# Stanisław Bukowski (prezydent Wałbrzycha)
Stanisław Bukowski (ur. 10 maja 1903 w Warszawie, zm. 9 maja 1987 w Skolimowie) – polski polityk, aktor-lalkarz, wokalista i urzędnik, w latach 1946–1948 prezydent Wałbrzycha.

## Życiorys
Syn Henryka i Zofii. Do 1939 pracował jako urzędnik, zaś w okresie okupacji niemieckiej działał jako artysta i śpiewak. Po upadku powstania warszawskiego wraz z rodziną wywieziony na roboty przymusowe do III Rzeszy. Trafił do obozu pracy Arbeitslager Waldenburg w Wałbrzychu (należącego do obozu koncentracyjnego Groß-Rosen). Od 9 listopada 1945 należał do Stronnictwa Demokratycznego. Był wiceprzewodniczącym (1948–1949) i członkiem prezydium (1950–1951) Komitetu Powiatowego SD w Wałbrzychu, należał do Komitetu Wojewódzkiego SD we Wrocławiu (1947–1949). Od 12 lipca 1946 do 31 lipca 1948 zajmował stanowisko prezydenta Wałbrzycha.
Również po 1945 był śpiewakiem, a także aktorem. Wystąpił w kilkunastu spektaklach Teatru Lalki i Aktora w Wałbrzychu, wyreżyserował także kilka spektakli. Należał do zespołu teatru w latach 1951–1973 i 1975–1985. Pojawił się również w jednym spektaklu Teatru Polskiego Radia. Dwa lata przed śmiercią zamieszkał w Domu Artystów Weteranów Scen Polskich w Skolimowie.
Został pochowany na cmentarzu komunalnym przy ul. Przemysłowej w Wałbrzychu.